# 洋服細民
洋服細民（ようふくさいみん）は、日本の歴史においての言葉で、俸給で厳しい生活をしていた人のこと。

## 概要
日露戦争後からの東京では最初の郊外の町村の人口の急増を見せる。豊多摩郡や荏原郡などの東京市に隣接する町村は、東京市内の人口増加率をはるかに上回る勢いで増加していた。この当時の東京郊外で溢れていたのは比較的広い階層であったのだが、この中心が洋服細民と呼ばれていた新しい階層なのであった。
第一次世界大戦の好景気に伴い、米価をはじめとした諸物価が高騰した時期の日本の経済界は未曾有の好景気を現出したものの、従来からの低賃金であった職業はほとんど昇給されることが無かったため、これらの職業の人々の生活は困難な状況に陥っていた。特に米騒動の時期にはその生活はますます困窮し、油代や電灯代を節約するために早寝をする家庭が多くなっており、こういった人々のことが洋服細民とされた。
1918年に発生した米騒動は、当時の知事の報告や新聞記者の社会分析から得た見解では、背後には洋服細民の存在があった。
1920年に行われた第1回国勢調査では、東京府の俸給生活社は約20万人で、家族も含めれば東京府の人口の約27％であった。このような人々は洋服細民とも言われ、充分に豊かな生活をしていたわけではなかったが生活意識は高く、生活の洋風化や合理化の担い手となっていた。このような人々は住居費、被服費、娯楽費、交際費に多くの支出を割いていた。このような生活意識の高さが見栄を張らせることにもなり、これを原因とした生活の苦しさが洋服細民という言葉を生んでいた。サラリーマンというのが誕生した当初はそれはエリートのことでもあったのだが、サラリーマンの数の増大や、差があった工員との収入の差の縮小や逆転や、体面を保つために工員よりも苦しい生活となるなど、サラリーマンの没落からも洋服細民という表現がうかがわれる。
大正時代には洋服が一般に広がり始めていたことからも、洋服細民という言葉が流行するようになっていた。